# المغرب العربي
المغرب العربي أو المنطقة المغاربية أو المغرب الكبير أو المغرب العربي الكبير (تاريخيا: بلاد المغرب، بلد المغرب أو ببساطة «المغرب») هي منطقة تقع في شمال إفريقيا، ممتدة على ساحل البحر الأبيض المتوسط وحتى المحيط الأطلسي، وهي تشمل بالأساس خمسة دول هي موريتانيا والمغرب والجزائر وتونس وليبيا. كما تشمل أراضي الصحراء الغربية المتنازع عليها (التي تسيطر عليها المغرب في الغالب) ومدينتي مليلية وسبتة (التي تسيطر عليها إسبانيا وتعدّ جزء من المغرب) وتبلغ مساحتها مجتمعة حوالي 5.782.140 كلم². اعتبارا من سنة 2017، بلغ عدد سكان المنطقة أكثر من 100 مليون شخص.
وعادة ما تعرف المنطقة بأنها غالبية أو معظم شمال أفريقيا بما في ذلك جزء كبير من الصحراء الكبرى، باستثناء مصر. وقد تم توسيع التعريف التقليدي للمنطقة الذي اقتصر على جبال الأطلس والسهول الساحلية للمغرب والجزائر وتونس وليبيا، من خلال إدراج موريتانيا ومنطقة الصحراء الغربية المتنازع عليها.
قبل إنشاء الدول القومية الحديثة في المنطقة خلال القرن العشرين، كان يشار إلى «المغرب» عمومًا إلى منطقة أصغر بين جبال الأطلس في الجنوب والبحر الأبيض المتوسط. وكثيرا ما شملت أيضا شرق ليبيا، لكن ليس موريتانيا الحديثة. في أواخر القرن التاسع عشر كان يستخدم للإشارة إلى منطقة غرب البحر الأبيض المتوسط الساحلية لشمال أفريقيا عمومًا، وإلى الجزائر والمغرب وتونس على وجه الخصوص.
أسست موريتانيا والمغرب وتونس والجزائر وليبيا اتحاد المغرب العربي في عام 1989م لتعزيز التعاون والتكامل الاقتصادي في سوق مشتركة. كان تصور معمر القذافي في البداية كدولة عظمى. شملت الرابطة الجديدة الصحراء الغربية ضمناً تحت عضوية المغرب، مما جعل حرب المغرب الباردة الطويلة مع الجزائر تستريح. ومع ذلك، فإن هذا التقدم لم يدم طويلاً، وجمد الاتحاد فعليا منذ عام 1994 حتى الآن بعد تفجير فندق في مراكش اتهم بتنفيذه فرنسيون من أصول مغربية وجزائرية. بعد ذلك، عاد التوتر بين الجزائر والمغرب حول الصحراء الغربية للظهور بقوة، وعزز التوتر قضية الحدود التي لم يتم حلها بين البلدين. لقد عرقل هذان النزاعان الرئيسيان التقدم في الأهداف المشتركة للاتحاد وجعلاه من الناحية العملية غير نشط أبدا. ومع ذلك، فإن عدم الاستقرار في المنطقة وتزايد التهديدات الأمنية عبر الحدود أحيت الدعوات إلى التعاون الإقليمي. على سبيل المثال، أعلن وزراء خارجية اتحاد المغرب العربي الحاجة إلى سياسة أمنية منسقة في مايو 2015م خلال الجلسة الثالثة والثلاثين لاجتماع لجنة المتابعة، مما يعيد الأمل في شكل من أشكال التعاون. كان لكأس الأمم الإفريقية 2019 أثر إيجابي على العلاقات بين البلدين وعلى المغرب العربي عمومًا.

## تأصيل

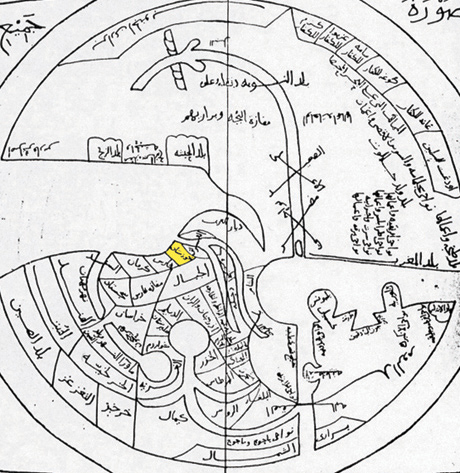
خريطة العالم في القرن العاشر لابن حوقل، يمينا «بلد المغرب».

يعود أصل الكلمة «المَغْرِبْ» إلى اللغة العربية بمعنى «المكان الذي تغرب منه الشمس» «الغرب»، وهكذا سميت المنطقة «بلاد المغرب أو بلد المغرب»، بسبب الوضع الغربي لهذه المنطقة فيما يتعلق بمركز الخلافة الإسلامية. استخدم المسلمين أولا اسم «جزيرة المغرب»، كتسليط الضوء على حالة المنطقة التي تبدو معزولة بين البحر والصحراء. بعد تأسيس المملكة المغربية الحديثة، أصبح اسم «المغرب» في اللغة العربية حاليا مرتبط بالدولة المغربية، ويشار اليوم لمصطلح «بلاد المغرب أو بلد المغرب» باسم «المغرب العربي» أو «المنطقة المغاربية»؛ تاريخيا، المصطلح الذي كان يطلق على أراضي المملكة المغربية الحالية هو «المغرب الأقصى».
على خلاف اللغة العربية، احتفظت باقي اللغات بمصطلح « Maghreb » أي «مغرب» للإشارة إلى بلاد المغرب أو بلد المغرب (المنطقة المغاربية) و« Morocco » من «مراكش» للإشارة لدولة المغرب الحديثة. في اللغة التركية تعرف دولة المغرب باسم «فاس»، و«مراکش» في اللغة الفارسية والأردية.
في العصور الوسطى، أشار مصطلح «المغرب» إلى جزء من المنطقة المغربية الحالية وشمل أيضا المغرب الأقصى. حسب ابن خلدون فإن المغرب الأقصى هو دولة المغرب الحالية. والمغرب الأوسط هو الجزائر الحالية (محافظتي الجزائر ووهران) وإفريقية (تونس الحالية، وكذلك جزء من ليبيا التي تضم طرابلس، تحت حكم الحفصيون، أضيفت أيضا محافظات الزيبان، قسنطينة، بجاية) كما يستعمل أحيانا ابن خلدون مصطلح «المغرب» للإشارة إلى دولة المغرب الحالية.
في حين أن معظم جغرافيين في هذه الفترة يتوافقون في أن بلاد المغرب في شمال أفريقيا، بما في ذلك أحيانا مصر وبرقة، فإن الجغرافي المقدسي ضم المغرب، شمال أفريقيا، واسبانيا وصقلية معا.
في العصور القديمة الكلاسيكية، كان المغرب أو أجزاء من المنطقة معروفة عرف بمختلف الأسماء الطبوغرافية، بما في ذلك «ليبيا» المعروفة الآن باسم ليبيا القديمة، قرطاج، موريتانيا القيصرية وموريطنية الطنجية، نوميديا، الساحل البربري أو إفريقية، التي أعطت اسمها لقارة أفريقيا.
شهد استخدام نعت «العربي» في عبارة «المغرب العربي» في أواخر 1940، وفي بعض الكتابات النادرة ففي عام 1947، على سبيل المثال، في القاهرة، تأسست «لجنة تحرير المغرب العربي» من سبعة أحزاب قومية من بلدان شمال أفريقيا الثلاث. وظهرت أكثر حزما في عام 1989 مع إنشاء منظمة إقليمية لاتحاد المغرب العربي، الذي يجمع بين الدول الثلاث في شمال أفريقيا - المغرب، تونس، الجزائر - وكذلك ليبيا وموريتانيا.
ورد مصطلح المغرب الكبير في الدستور المغربي لعام 2011 مكان «المغرب العربي»، في محاولة لإقرار مزيد من الحقوق للفئات الأمازيغية في البلاد، كجعل اللغة الأمازيغية لغة رسمية إلى جانب اللغة العربية.

### نسبة
«مغربي» وجمعها «مغاربة» نسبة إلى المغرب بينما تستعمل كلمة «مغاربي» وجمعها «مغاربيون» (علمًا أن قواعد اللغة العربية لا تجيز النسبة إلى الجمع) للنسبة إلى بلاد المغرب (المغرب العربي)، وهذا للتمييز بين المنتسب للمملكة المغربية الحديثة والمنطقة المغاربية أو بلاد المغرب بسبب الالتباس الحاصل بين التسميتين. أصبح «مغربي» و«مغربية» وجمعها «مغاربة» جنسية سكان «المملكة المغربية».

## خصائص طبيعية
يقع المغرب العربي شمال القارة الإفريقية، بين خطي العرض 15° و 37° شمالا، وخطي الطول 25° شرقا و°17 غربا، وهي منطقة جغرافية تضم خمس دول (ليبيا، تونس، الجزائر، المغرب، موريتانيا).
وتبلغ مساحتها 6 ملايين كم².
يحد المغرب العربي شمالا البحر المتوسط، وجنوبا مالي والتشاد والنيجر والسنغال، وشرقا مصر والسودان، وغربا المحيط الأطلسي.
تختلف الأشكال التضاريسية ببلدان المغرب العربي ما بين السهول والجبال والهضاب والصحارى، كما تتعرض المنطقة لتيارات مناخية مختلفة قادمة من المحيط الأطلسي ومن الصحراء الكبرى ومن القطب الشمالي.

## العنصر البشري
يتشكل سكان المغرب العربي من العرب والأمازيغ يسمون أيضاً بالبربر، وتقريبًا كل السكان يدينون بالدين الإسلامي الذي انتشر في المنطقة.
| البلدان   | عدد السكان بمليون نسمة (تقدير يوليو 2021) | نسبة الولادات في الألف | نسبة الوفيات في الألف | نسبة السكان الذين يعيشون تحت عتبة الفقر (أقل من $2) | الناتج المحلي الإجمالي | عدد مستخدمي الإنترنت | قيمة التنمية البشرية | المرتبة عالميا |
| --------- | ----------------------------------------- | ---------------------- | --------------------- | --------------------------------------------------- | ---------------------- | -------------------- | -------------------- | -------------- |
| الجزائر   | 43,57                                     | 24.8                   | 4.4                   | 02                                                  | 198,735                | 11,000,000           | 0.704                | 107            |
| موريتانيا | 4,08                                      | 33.2                   | 8.8                   | 40                                                  | 4,443                  | 147,674              | 0.454                | 154            |
| المغرب    | 36,56                                     | 18.8                   | 4.76                  | 4.5                                                 | 100,257                | 16,303,864           | 0.646                | 126            |
| تونس      | 11,81                                     | 18.6                   | 5.7                   | 3.8                                                 | 46,332                 | 4,156,012            | 0.749                | 91             |
| ليبيا     | 7,01                                      | 21.5                   | 4.9                   | 7.4                                                 | 31,373                 | 980,307              | 0.783                | 61             |

## عناصر التنوع

### عناصر تنوع طبيعية
تنتشر بالمغرب العربي خمسة مجالات مناخية:
مجال متوسطي: شمال الجزائر، شمال تونس، شمال المغرب المطل على البحر المتوسط (الريف)، غرب المغرب المطل على المحيط الأطلسي، الجبل الأخضر في ليبيا.
مجال شبه جاف: الداخل المغربي والجزائري والتونسي الجبل الغربي في ليبيا.
مجال قاري متطرف: أعالي الجبال المغربية والجزائرية. (الأطلس والريف)
مجال صحراوي جاف: الصحراء المغربية في الجنوب والجنوب الشرقي، والصحراء الجزائرية في الوسط وفي الجنوب الغربي والشرقي، الجنوب التونسي، معظم مساحة ليبيا، ومعظم مساحة موريتانيا.
مجال شبه مداري: أقصى جنوب موريتانيا المحاذي لنهر السنغال.
طبيعيا يمكن تقسيم المغرب العربي إلى منطقتين جغرافيتين مختلفتين:
- منطقة شمالية تضم أهم الجبال (الأطلس والريف)وأهم السهول. كما أنها تخضع لمناخ متوسطي (حار صيفا ورطب بارد شتاء)وتعرف هذه المنطقة تركزا للسكان
- منطقة جنوبية تحتل مساحة أكبر وتخضع لمناخ صحراوي جاف مما يجعلها عبارة عن صحراء قاحلة مما يفسر قلة السكان بهذه الجهة إذ لا تتجاوز الكثافة السكانية في المتوسط خمس نسمات في الكلومتر مربع.

### تنوع الأنشطة البشرية
يتباين عدد السكان في بلدان المغرب الكبير وتعد الجزائر أكبر البلدان سكاناً (42.3 مليون نسمة حسب إحصائيات 2018) في المنطقة، يليها المغرب (42.1 مليون نسمة حسب إحصائيات 2018) ثم تونس (12 مليون حسب إحصائيات 2018) وليبيا (7 ملايين حسب إحصائيات 2018) وموريتانيا (4 ملايين حسب إحصائيات 2018). تلعب الظروف الطبيعية والبنية الجيولوجية دوراً أساسياً في توزيع الأهمية الاقتصادية بين دول المنطقة، حيث تزداد أهمية الفلاحة والسياحة والفوسفات في المغرب وتونس، في حين تتركز في الجزائر وليبيا الثروات النفطية. بينما يعدّ الحديد أهم الموارد الطبيعية في موريتانيا.
يتيح التباين في الموارد الاقتصادية إمكانية التعاون والتكامل الاقتصادي بين البلدان الخمسة.

## الاقتصاد

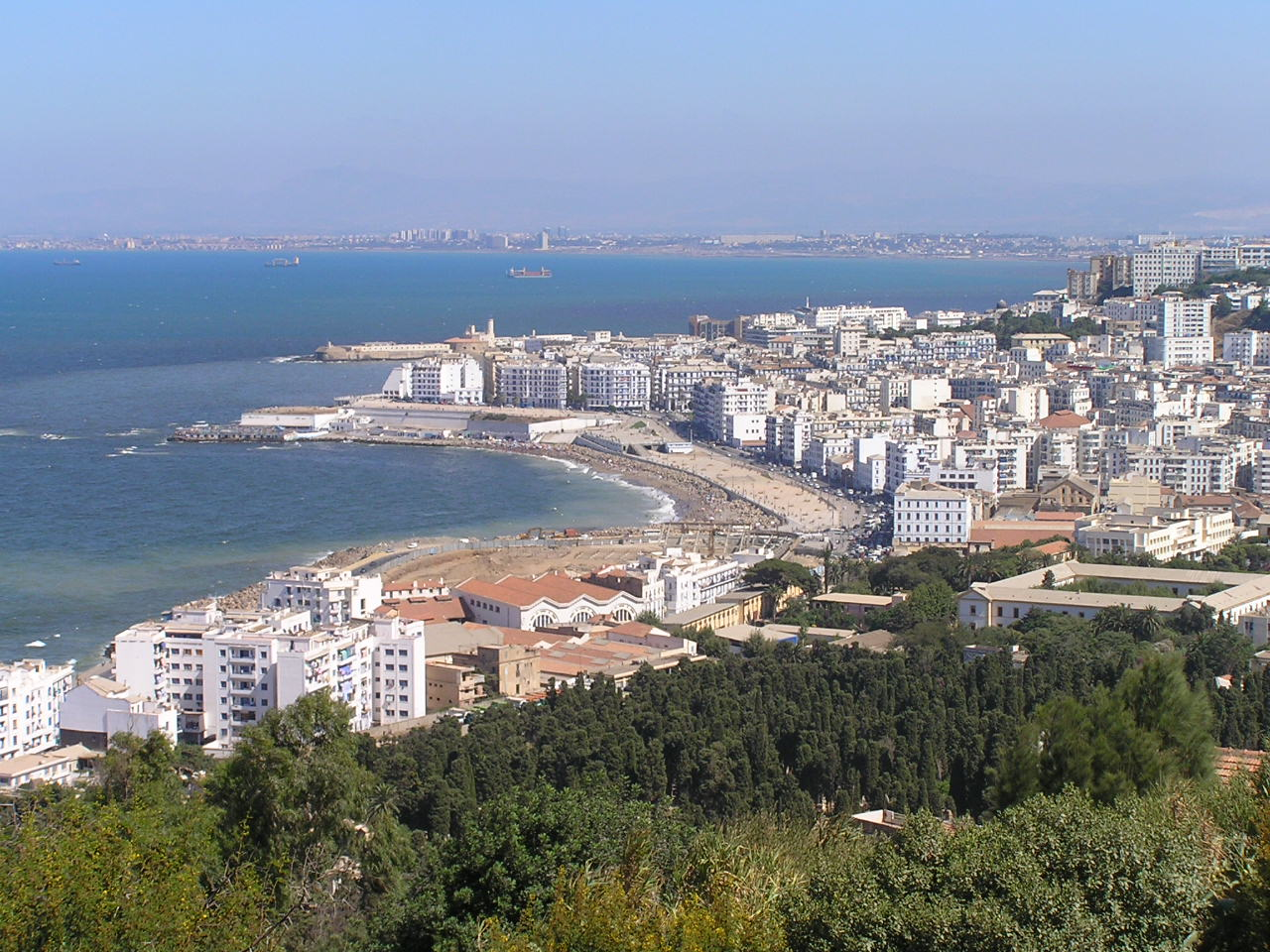
الجزائر العاصمة

يصدر اتحاد المغرب العربي في المقام الأول النفط والغاز الطبيعي ثم الفوسفات والحديد الخام والسمك والتمور والمنسوجات والزيوت النباتية، في حين يستورد المعدات والأجهزة والكيماويات وإلخ. وتعدّ فرنسا تقريبا الشريك التجاري الأول للاتحاد المغاربي، يأتي بعدها كل من ألمانيا وإيطاليا وإسبانيا. وتصدر دول الاتحاد ما قيمته 47.53 مليار دولار تشكل 17.8% من صادرات الوطن العربي، وتحتل الجزائر المكان الأول بنسبة 41% من صادرات دول الاتحاد. وتبلغ واردات الاتحاد ما قيمته 37.71 مليار دولار أي ما نسبته تقريبا 22% من استيرادات الوطن العربي.
موريتانيا: تمتاز موريتانيا بتنوع ثروتها المعدنية من حديد ونحاس وجبس وفوسفات وغيرها وتساهم الثروات الطبيعية الهائلة مساهمة فعالة في تكوين الرأس المال الوطني وفي تطوير البلاد ودفع عجلة النمو فيها سواء عن طريق الإسهام في حل المشاكل الاجتماعية القائمة خصوصا في مجال العمالة والتشغيل أو للاعتماد عليها كمصدر للحصول على العملات الصعبة.
المغرب: يملك المغرب 70% من احتياطات الفوسفات العالمي. ويعتمد اقتصاد المغرب أيضا على السياحة الأجنبية، وتصدير الحمضيات والبطاطا والخضراوات والأسماك والنسيج إلى أوروبا وأمريكا.
الجزائر: من بين أكبر منتجي الغاز والنفط في العالم. احتلت المرتبة الثانية عشرة عالميا في إنتاج النفط لسنة 2009. والرتبة السابعة في إنتاج الغاز الطبيعي عالميا. والرتبة الأولى عالميا في تصدير الغاز الطبيعي المسال LNG. تملك احتياط يقدر بحوالي 25,000 مليار متر مكعب من الغاز الطبيعي. وتنتج الجزائر 1.45 مليون برميل يومياً من النفط، و 152 مليار متر مكعب من الغاز الطبيعي سنوياً، ما يعادل 234 مليون طن من الغاز والنفط ومشتقاته سنوياً، تصدر منها 134 مليون طن سنوياً. وكان الاحتياط سابقا يبلغ لمدة 40 سنة. وحسب الدراسات الجديدة تبين أن الاحتياط يكفي لمئة عام. وأكثر إذا اكتشفت حقول جديدة مستقبلا. وأخيرا في شباط/فبراير 2010 تم اكتشاف أول اكتشاف للغاز الطبيعي في شمال البلاد في منطقة الرحوية في ولاية تيارت، الواقعة على بعد نحو 300 كيلومتر غربي العاصمة الجزائرية.
ويعتمد كثيرًا اقتصادها على تصدير النفط والغاز والصناعات البتروكيماوية والسياحة الأجنبية التي تمثل بمجموعها 70% من صادرات البلاد، إضافة إلى الصناعات الميكانيكية مثل المحركات والحافلات والشاحنات والجرارات والآلات الفلاحية. والفلاحة التي ترتكز أساسا على زراعة الحمضيات والنخيل والحبوب والزيتون. كما للجزائر ثروات طبيعية أخرى مثل الحديد الذي ينتج من منجم الونزة ومنجم بوخضرة الذي ينتج 3.645 ملاين طن ومنطقة جبيلات في الجنوب وفيها واحد من أكبر حقول الحديد في العالم لم يستثمر. يوجد أيضًا الفحم واليورانيوم والذهب (في جبال الهقار) والزنك والرصاص والنحاس والزئبق. تنتج الجزائر أيضًا الرخام.

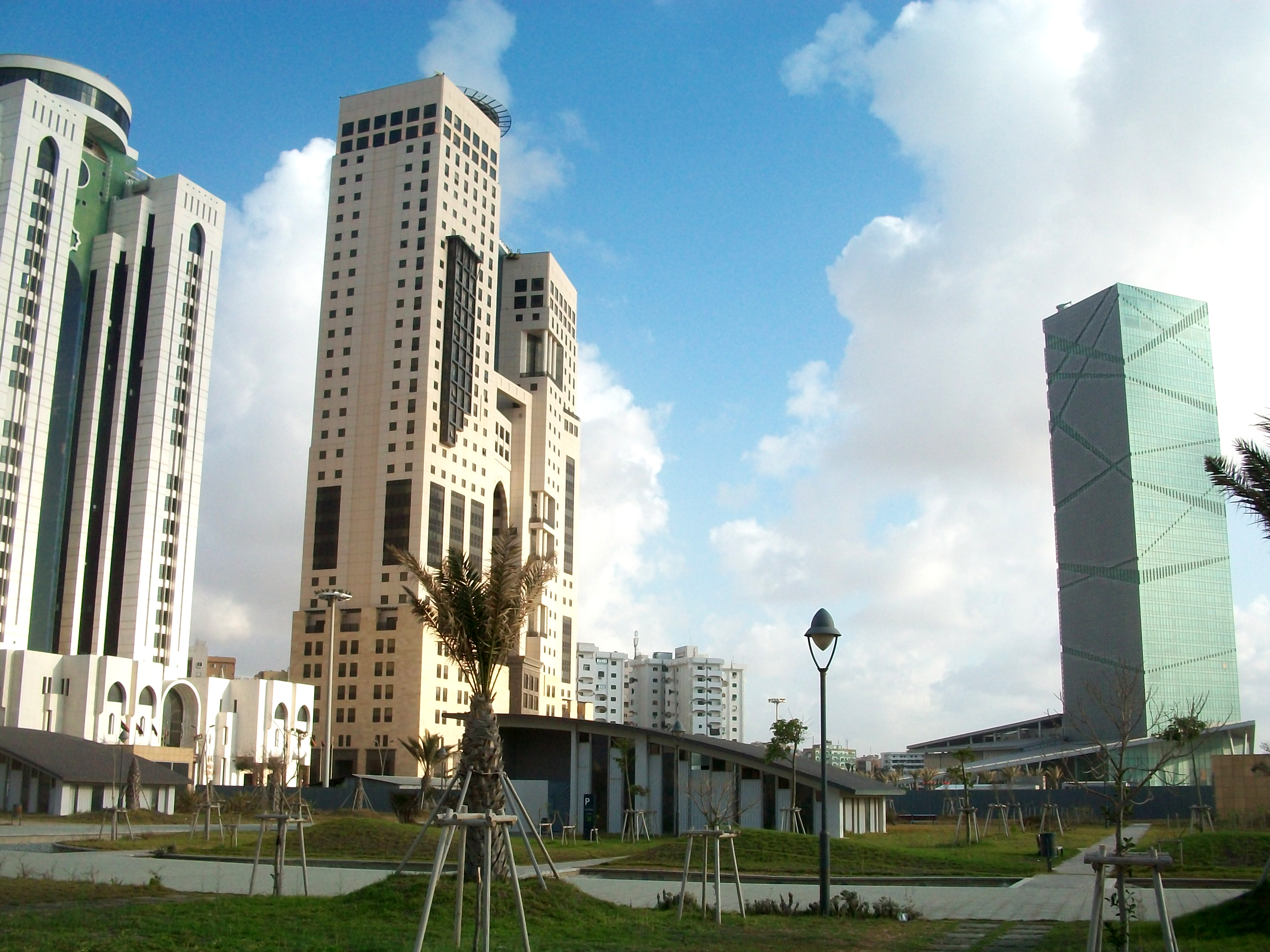
وسط طرابلس

تونس: يعتمد الاقتصاد التونسي على السياحة وعلى الصناعة مثل المناولة في صناعة الملابس لأبرز العلامات التجارية الأوروبية بالإضافة إلى الصناعات الميكانيكية كقطع غيار السيارات وأبرزها قطع لسيارات مرسيدس وغيرها وكذلك أجزاء من طائرات إيرباص، وتشكل الصادرات التونسية من زيت الزيتون أهم صادراتها الفلاحية حيث أن تونس المصدر الأول لزيت الزيتون في العالم سنة 2015، كما أن صادرات تونس من التمور تمثل ثاني صادرات تونس الفلاحية. ويشبه الاقتصاد التونسي في بنيته الاقتصاد المغربي بعض الشيء خاصة من حيث أهمية السياحة، إلا أن الاقتصاد التونسي يعتمد أكثر على الصناعة فيما يعتمد الاقتصاد المغربي أكثر على الفلاحة. والاقتصاد التونسي هو الأسرع نمواً والأكثر تنافسية في المغرب العربي ويصنف بانتظام من بين الاقتصادات الثلاثة الأكثر تنافسية في القارة الإفريقية والمنطقة العربية.
ليبيا: تعدّ من بين أكبر منتجي النفط في العالم حيث تحتل المرتبة 18 عالميا لسنة 2009. تعتمد ليبيا على النفط في اقتصادها إلى جانب الصناعات الكيميائية، وبدأت تشهد تحسنا في قطاع الاستثمار العقاري والتجاري بعد رفع الحظر عنها سنة 2000 كما أن قطاع السياحة يشهد اهتماما ونموا خاصة في المدن الأثرية ومنطقة الجبل الأخضر في الشمال الشرقي والسياحة الصحراوية والواحات الجنوبية.
| الموارد الاقتصادية        | موريتانيا | المغرب | الجزائر | تونس  | ليبيا  |
| ------------------------- | --------- | ------ | ------- | ----- | ------ |
| القمح (مليون طن)          | 2.700     | 3.800  | 4.500   | 1.600 | 0.130  |
| البترول (مليون طن)        | 0.9       | 0.02   | 44.00   | 3.71  | 70.09  |
| غاز طبيعي (مليار متر مكعب | 0.05      | 0.04   | 152.00  | 1.75  | 3.10   |
| الإنتاج الإجمالي للطاقة   | 0.41      | 0.628  | 142.880 | 7.120 | 73.420 |
| الفوسفات (مليون طن)       | 3         | 21     | 5       | 8     | -----  |
| الذهب (كغ)                | 115       | -----  | 700     | ----- | -----  |
| الحديد (مليون طن)         | +31       | 0.182  | 0.006   | 1.500 | 10.400 |

## الصادرات والواردات بين بلدان المغرب العربي

### الواردات
|          | المغرب | الجزائر | تونس   | ليبيا | موريتنيا |
| -------- | ------ | ------- | ------ | ----- | -------- |
| المغرب   | ----   | 69.19   | 48.9   | 162.1 | 3.83     |
| الجزائر  | 63.8   | ----    | 109.63 | 8.73  | 23.02    |
| تونس     | 28.32  | 94.65   | ----   | 94.65 | 2.18     |
| ليبيا    | 66     | 6.32    | 44.24  | ----  | 0        |
| موريتنيا | 0.77   | 2.21    | 0.28   | 0     | ----     |

### الصادرات
|          | المغرب | الجزائر | تونس   | ليبيا | موريتنيا |
| -------- | ------ | ------- | ------ | ----- | -------- |
| المغرب   | ----   | 63.72   | 26.93  | 85.58 | 0.23     |
| الجزائر  | 59.62  | ----    | 79.43  | 6.03  | 18.61    |
| تونس     | 50.07  | 102.75  | ----   | 67.56 | 2.36     |
| ليبيا    | 116.52 | 9.14    | 149.54 | ----  | .090     |
| موريتنيا | 5.32   | 31.78   | 0.84   | 0     | ----     |

## بلدان المغرب العربي حسب الناتج المحلي الإجمالي (تعادل القوة الشرائية)
| المرتبة | البلد     | الناتج المحلي الإجمالي (مليون $) |
| ------- | --------- | -------------------------------- |
| 44      | الجزائر   | 285,541                          |
| 58      | المغرب    | 179,240                          |
| 70      | تونس      | 108,430                          |
| 81      | ليبيا     | 70,386                           |
| 148     | موريتانيا | 8,241                            |

| المرتبة | البلد     | الناتج المحلي الإجمالي (مليون $) |
| ------- | --------- | -------------------------------- |
| 34      | الجزائر   | 421,626                          |
| 55      | المغرب    | 241,757                          |
| 70      | ليبيا     | 132,695                          |
| 75      | تونس      | 120,755                          |
| 143     | موريتانيا | 11,835                           |

| المرتبة | البلد     | الناتج المحلي الإجمالي (مليون $) |
| ------- | --------- | -------------------------------- |
| 45      | الجزائر   | 284,700                          |
| 58      | المغرب    | 180,000                          |
| 68      | تونس      | 108,400                          |
| 81      | ليبيا     | 73,600                           |
| 151     | موريتانيا | 8,204                            |

## الثقافة

### الدين

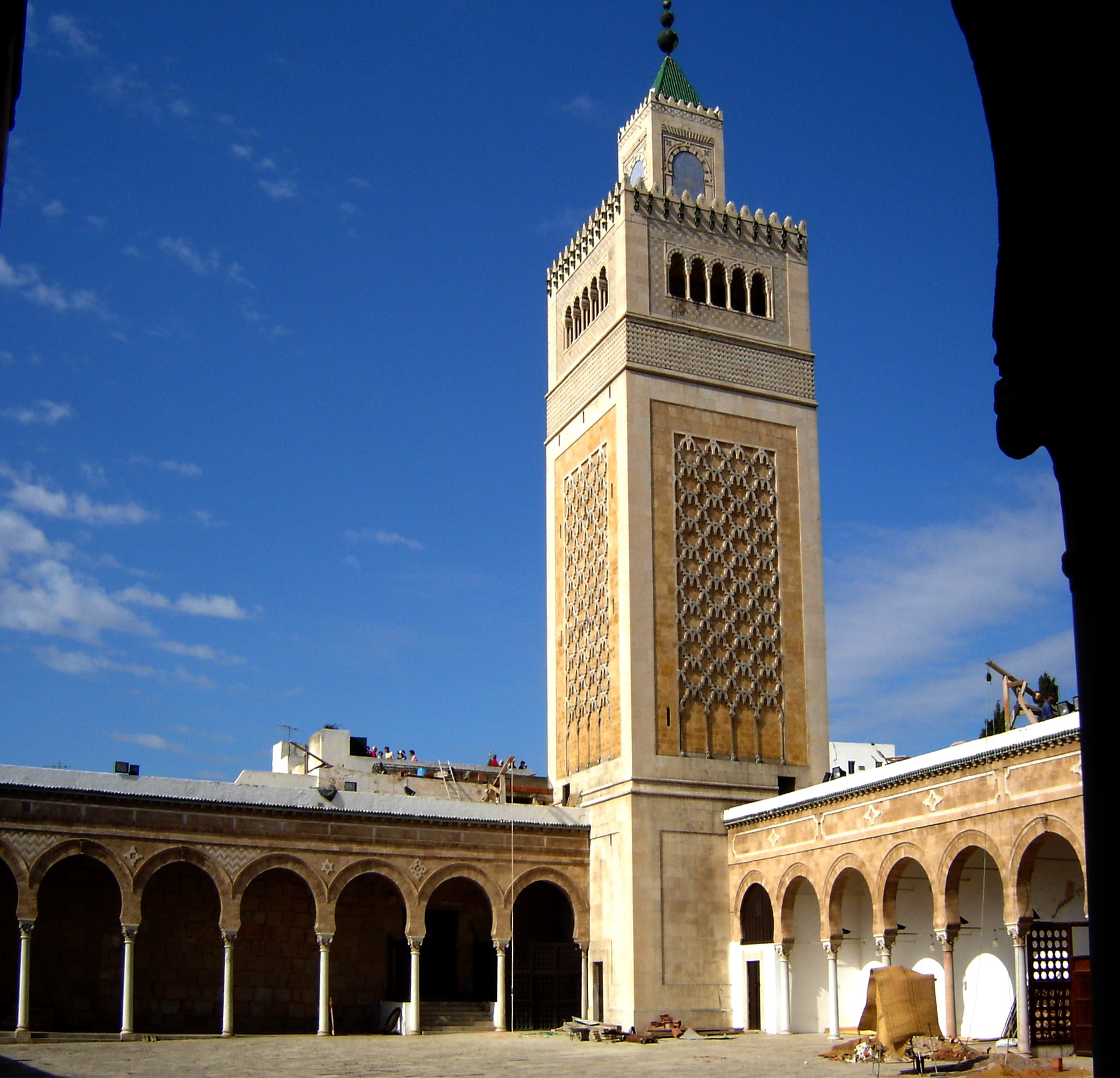
منارة جامع الزيتونة

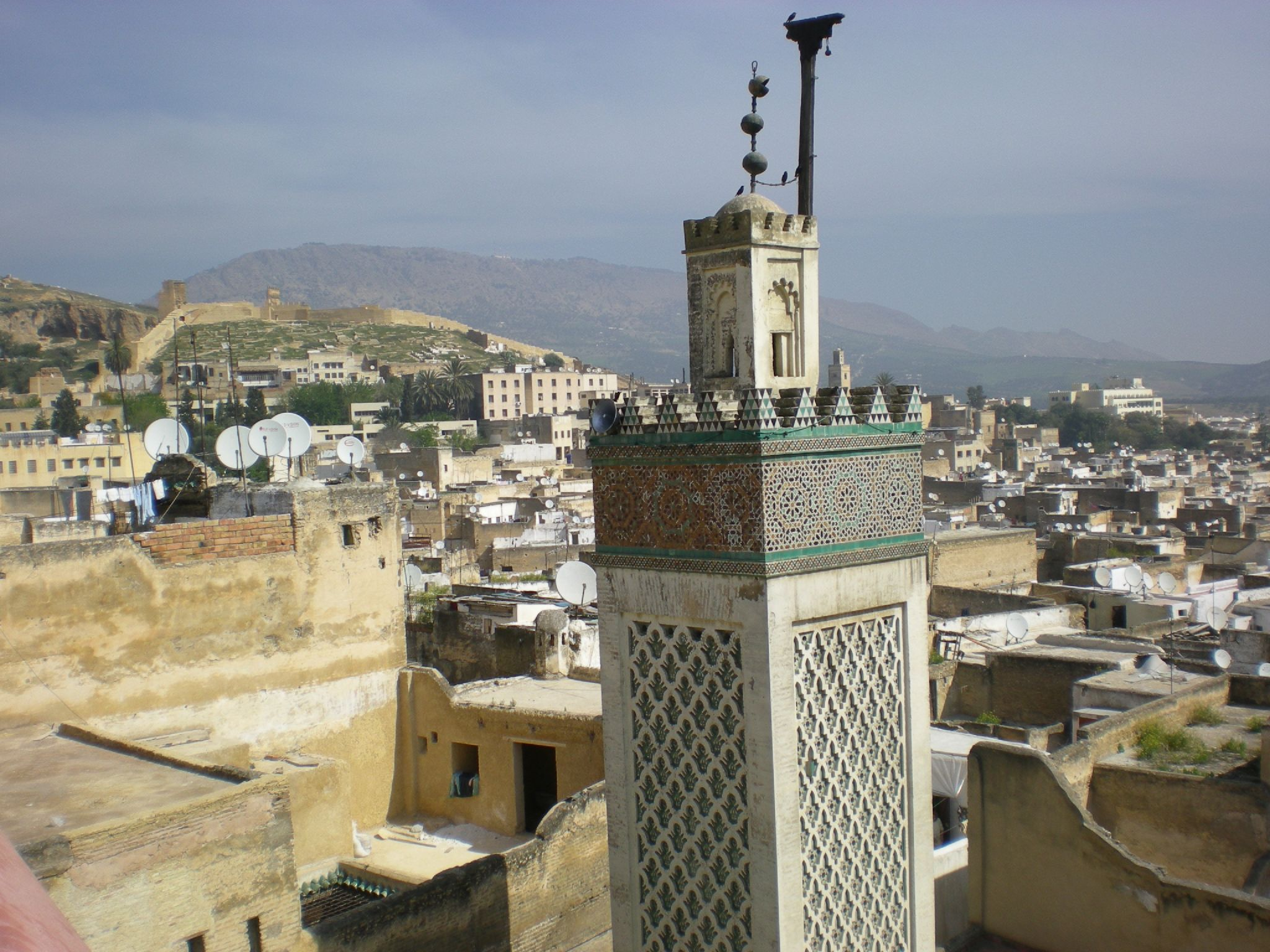
مدينة فاس

غالبية سكان بلدان المغرب العربي مسلمون سنة على مذهب الإمام مالك وهذا الأمر يعدّ من أهم أسباب تقوية الروابط بين البلدان المغاربية حيث لا تباين يذكر في المرجعية الدينية، وهناك تواجد بسيط لمسلمين يتبعون المذهب الأباضي، وكون أن الغالبية العظمى من السكان مسلمين فإن هذا الأمر جعل الثقافة الغالبة في المغرب العربي أساساً هي الثقافة الإسلامية حيث يشكل المسلمون في أغلب بلدان الاتحاد نسبة تزيد عن 97%.
عاشت في دول المغرب العربي مجتمعات مزدهرة من اليهود، حيث كان عدد المغاربة اليهود في حدود 250 ألف عام 1940، وكان ذلك الرقم يمثل نسبة 10 % من مجموع سكان البلاد، ثم بدأت بعد ذلك هجراتهم إلى مختلف بقاع العالم بما في ذلك إسرائيل، إلا أنه ظل لديهم ارتباط بثقافة بلدهم الأصلي حتى بين أفراد الجيل الثاني أو الثالث من المهاجرين. التقديرات حول عدد المغاربة اليهود المقيمين حاليا داخل المغرب غير معروفة بدقة، تشير عدد من الإحصائيات أن هناك 3 آلاف يهودي يتوزعون في المدن المغربية الرئيسية وبالذات في الدار البيضاء، وهي أكبر تجمع يهودي في بلاد المغرب العربي. أعداد أصغر من اليهود ما توال في تونس حيث يصل أعداد اليهود حوالي 1,100 يهودي تونسي.
تتواجد اليوم في دول المغرب العربي تجمعات من المسيحيين منهم أجانب أوروبيين حيث أن العديد منهم متعهّدون أو موظّفو شركات عالميّة، القسم الأكبر منهم من ذوي الأصول الأوروبية هم ممن سكنوا ابان الاستعمار ويتجمعون في العواصم أو المدن الكبرى، مسيحيو هذه المناطق هم من الكاثوليك ويوجد لكل من تونس والجزائر والمغرب أبرشية خاصة، إلى جانب بعض البروتستانت، بينما الكنيسة القبطية هي الأكبر عددًا في ليبيا، وهناك أيضًا مجموعات من المسيحيين المواطنين في هذه الدول اعتنقت المسيحية وهي إما عربية أو أمازيغية، وقد قدّر عددها في المغرب عام 2006 حوالي 7 آلاف شخص، (أشارت لعام 2015 دراسة إلى وجود 150,000 مغربي مسلم تحول للمسيحية) إلا أن الدولة لا تعترف بالتحوّل الديني، كما أنه في المغرب لا يجوز طباعة أو نشر أو استيراد الكتاب المقدس باللغة العربية. وتشير بعض التقارير إلى وجود بين 100,000- 380,000 جزائري  (القسم الأكبر منهم أمازيغ) معتنق للديانة المسيحية خاصًة البروتستانتية. يشير مكتب الديمقراطية وحقوق الإنسان والعمل للولايات المتحدة إلى وجود آلاف من التونسيين تحولوا إلى المسيحية

### اللغة
- اللغة العربية : هي اللغة الوطنية والرسمية لجميع دول المغرب العربي بلهجاتها المختلفة.
- اللغة الأمازيغية : هي اللغة الوطنية والرسمية أيضاً للمغرب[21] وهي لغة الأمازيغ بأكثر من لهجة في بلدان المغرب العربي خاصة المغرب والجزائر.
- اللغة الفرنسية : مع أنها ليست رسمية في بلدان المغرب العربي الأربعة التي تستخدمها (المغرب والجزائر وتونس وموريتانيا ليبيا) فهي تحتل مكانة مهمة عند هذه الدول وتستعمل في مجالات مختلفة، فهي تستعمل في تدريس أغلب المواد في التعليم كما تستعمل في الإعلام وفي جل القطاعات الاقتصادية كما تستعمل في بعض الأحيان من قبل ممثلي هذه الدول الرسميين في المحافل الدولية، وحتى أن بعض الإدارات تستعملها كلغة عمل كما هو الحال بالنسبة لبعض الوزارات وبعض المديريات في المغرب، رغم أن العديد من سكان هذه البلدان لا تتقنها البتة. ومشاريع التعريب مستمرة، لكن بتقطع، منذ خروج الاستعمار والحماية الفرنسية.
- اللغات الأخرى : في السنوات الأخيرة بدأت اللغة الإنجليزية تأخذ حيزا مهما في الحياة الاقتصادية في المغرب العربي إضافة لحضور اللغة الإسبانية في الشمال المغربي وفي مدينة وهران الجزائرية واللغة الإيطالية في ليبيا وإقليم الشمال الشرقي التونسي.

## الاتحاد
مقال رئيسي: اتحاد المغرب العربي
يعدّ محمد بن عبد الكريم الخطابي، وهو زعيم مجاهد أمازيغي من المغرب، أول من أشاع استعمال مصطلح المغرب العربي كثيرًا، بعد أن أسس لجنة تحرير المغرب العربي، حيث حدّد الخطّابي أهداف هذه اللجنة، في البيان الذي أصدره بمناسبة تأسيسها في 6 كانون الثاني، 1947 على النحو الآتي: جمع شمل كافة القوى والأحزاب الوطنية المناضلة في سبيل استقلال المغرب وتونس والجزائر، وإرساء أسس وحدة وطنية مغربية تنادي بالإسلام والعروبة والاستقلال التام وترفض أي مساومة مع المستعمر الأجنبي.
شهد التعاون بين أقطار المغرب العربي محطات مهمة، ففي نيسان/أبريل 1958 عقد لقاء طنجة بين زعماء الحركة الوطنية في كل من المغرب والجزائر وتونس. وفي أيلول/سبتمبر/شتنبر 1964 عقد لقاء جمع وزراء الاقتصاد والمالية في المغرب والجزائر وتونس وليبيا. وفي تشرين الثاني/نوفمبر/نونبر 1967 اجتمع المؤتمر الخامس لوزراء الاقتصاد والمالية بتونس. وفي 10 يونيو 1988 عقدت «قمة زرالدة» بين زعماء الدول الخمس للتحضير لتأسيس الاتحاد المغاربي. وفي 17 فبراير 1989 كان لقاء مراكش بين زعماء الدول الخمس، وتوقيع معاهدة الاتحاد المغاربي.
ويتكون اتحاد المغرب العربي من الهياكل الإدارية التالية:
- مجلس الرئاسة: يتكون من رؤساء دول المغاربية الخمس، ومن مهامه اتخاذ القرارات الهادفة لتحقيق أهداف الاتحاد.
- مجلس الشورى: يلعب دورا استشاريا، ويبدي رأيه في مشاريع القرارات.
- الهيئة القضائية: للفصل في المنازعات حول تطبيق المعاهدات.
- مجلس وزراء الخارجية: يُحضِّر دورات مجلس الرئاسة ويعرض أعمال اللجان.
- الأمانة العامة: تشرف على الجوانب التنظيمية وتسهر على إدارة الشؤون العامة.

أما اللجان مثل لجنة الأمن الغذائي، لجنة الاقتصاد والمالية ولجنة الموارد البشرية فتقوم بدراسة القضايا حسب التخصص.

## وصلات خارجية
- مغاربية، موقع ترعاه القيادة العسكرية المشتركة الأمريكية الإفريقية.